# 马蒙
馬蒙（1916年—2006年），男，原籍浙江鄞县，生于湖北汉口，香港教育家、文史學者，香港中文大學前校長馬臨胞兄，曾任香港大學中文系講座教授兼系主任。

## 生平
馬蒙1916年出生於漢口，在北京長大，1935年入讀燕京大學國文系，1939年獲文學士學位。第二次世界大戰後，留學英國，在倫敦大學政治經濟學院攻讀社會學和人類學。馬蒙於1951年加入香港大學，任教語言學校，主要教授外國人學習漢語，於1959年擢升語言學校校長。
1966年，馬蒙由東方文化研究院語言學校調任中文系，從事古今漢語的教學和研究。1968年，馬蒙接替退休的羅香林出任中文系講座教授兼系主任。在任期間推動課程改革，開辦中國歷史研究文科碩士課程（Master of Arts in Chinese Historical Studies），並增設多項學士選修科目，如現代文學、現代漢語及近三百年學術思想史等。又將翻譯科目擴充成為完整之主修課程。1981年，馬蒙退休。1982年，⾺蒙獲邀出任全國政協委員。

## 榮譽
1967年，馬蒙教授獲英女皇頒授大英帝國員佐勳章（MBE），以表揚他教學上的貢獻。

## 家庭
馬蒙父親馬鑑（1883年－1959年）為文史學者、香港大學中文系前系主任。胞弟馬臨（1924-2017）為生物化學學者，曾任香港中文大學校長。